# Salvia hispanica

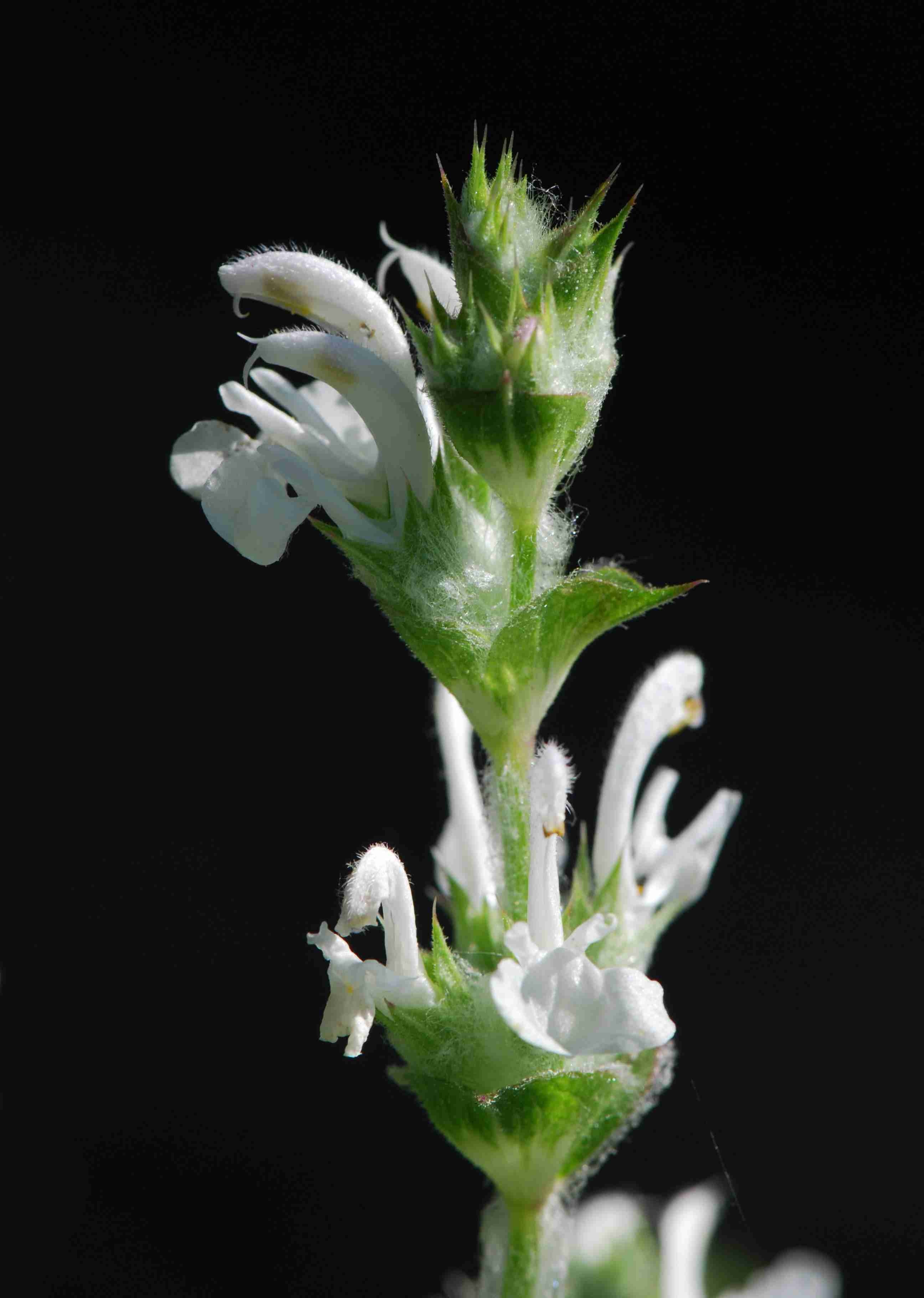
Flores verticiladas de chía

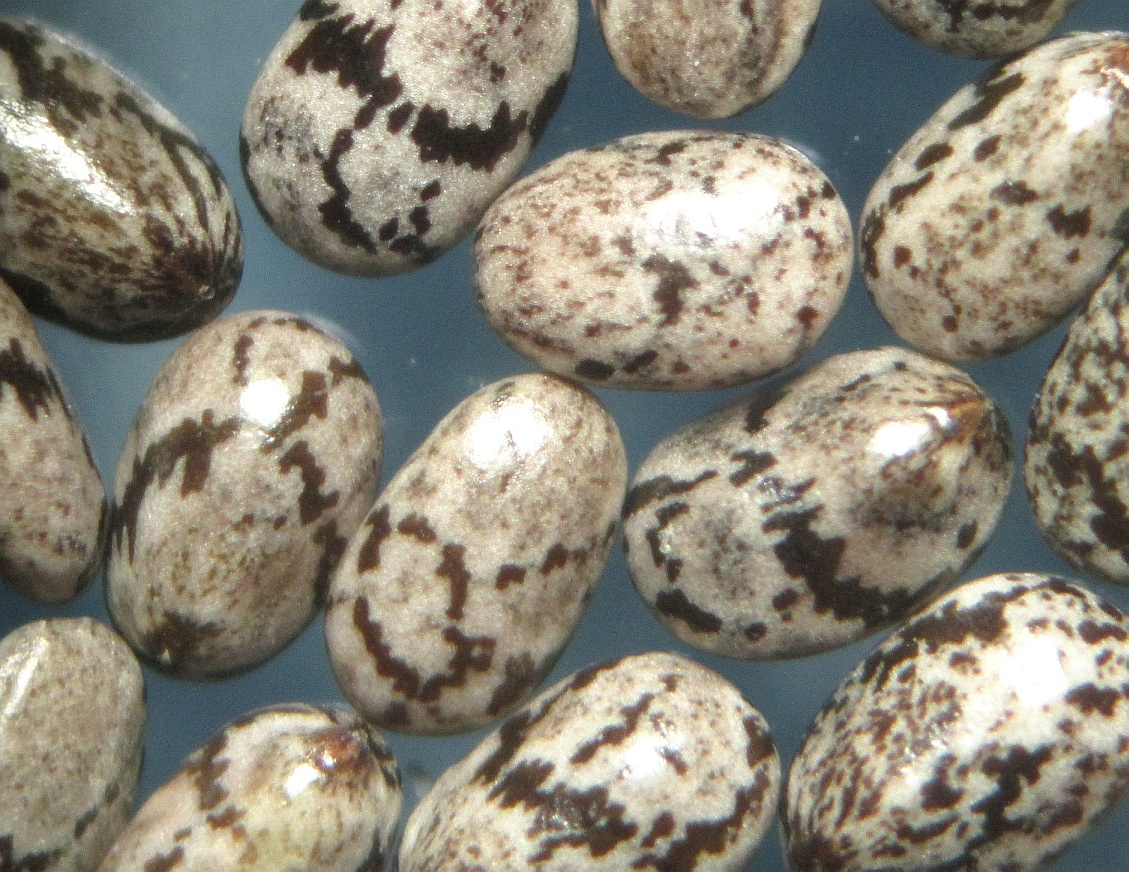
Salvia hispanica.

La chía (Salvia hispanica) una planta herbácea de la familia de las lamiáceas; es nativa del centro y sur de México, El Salvador, Guatemala, Nicaragua, Costa Rica y Paraguay. Junto con el lino (Linum usitatissimum), es una de las especies vegetales con la mayor concentración de ácido graso alfa-linolénico omega 3 conocidas hasta 2006. Se cultiva por ello para aprovechar sus semillas, que se utilizan como alimento.
Es comúnmente confundida con el chan (Hyptis suaveolens), ambas pertenecen a la misma familia pero no a la misma tribu y su composición nutricional es diferente.

## Descripción
Es una planta herbácea anual de hasta 1 m de altura y presenta hojas opuestas de 4-8 cm de largo por 3-5 cm de ancho. Las flores son hermafroditas, entre purpúreas y blancas, y brotan en ramilletes terminales. La planta florece entre julio y agosto en el hemisferio norte; al cabo del verano, las flores dan lugar a un fruto en forma de aquenio indehiscente cuya semilla es rica en mucílago, fécula y aceite; tiene unos 2 mm de largo por 1,5 mm de ancho, 1 mm de alto y es ovalada y lustrosa, de color pardo-grisáceo a rojizo.

## Cultivo
Prefiere suelos ligeros a medios, bien drenados, no demasiado húmedos; como la mayoría de las salvias, es tolerante a la acidez y a la sequía, pero no soporta las heladas. Requiere abundante sol, y no fructifica en la sombra.[cita requerida]

## Propiedades
La semilla de chía contiene muchos nutrientes como: proteínas, calcio, boro (mineral que ayuda a fijar el calcio de los huesos), potasio, hierro, ácidos grasos como omega 3, antioxidantes  y también oligoelementos tales como el magnesio, manganeso, cobre, zinc y vitaminas como la niacina entre otras.[cita requerida]
La semilla contiene alrededor de 40% de carbohidratos; de estos, 30% es fibra insoluble, 3% es fibra soluble y el resto son almidones esenciales. 

En comparación con otros alimentos tiene dos veces más proteínas que cualquier semilla, cinco veces más calcio que la leche entera, dos veces la cantidad de potasio en los plátanos, tres veces más antioxidantes que los arándanos, tres veces más hierro que las espinacas y siete veces más omega 3 que el salmón.

## Composición del aceite
Las grasas y aceites vegetales están constituidos, entre otros componentes menos abundantes, por ácidos grasos (AG): saturados, monosaturados, poliinsaturados, etc., generalmente esterificados al glicerol. La composición en AG de los aceites vegetales es una característica importante desde un punto de vista nutricional e industrial. De acuerdo con su composición, el aceite de la semilla de chía tiene un predominio de AG insaturados (alrededor del 75 % del total), siendo los más abundantes los ácidos oleico (18:1, 6.9 %) linoleico (18:2, 18.8 %) y linolénico (18:3, 58.7 %), este último de la serie omega-3. 
Aún más, diversos estudios han mostrado que la semilla de chía contiene, adicionalmente, compuestos con potente actividad antioxidante, como ácido cafeico, miricetina, quercetina y kaemperol.

## Uso

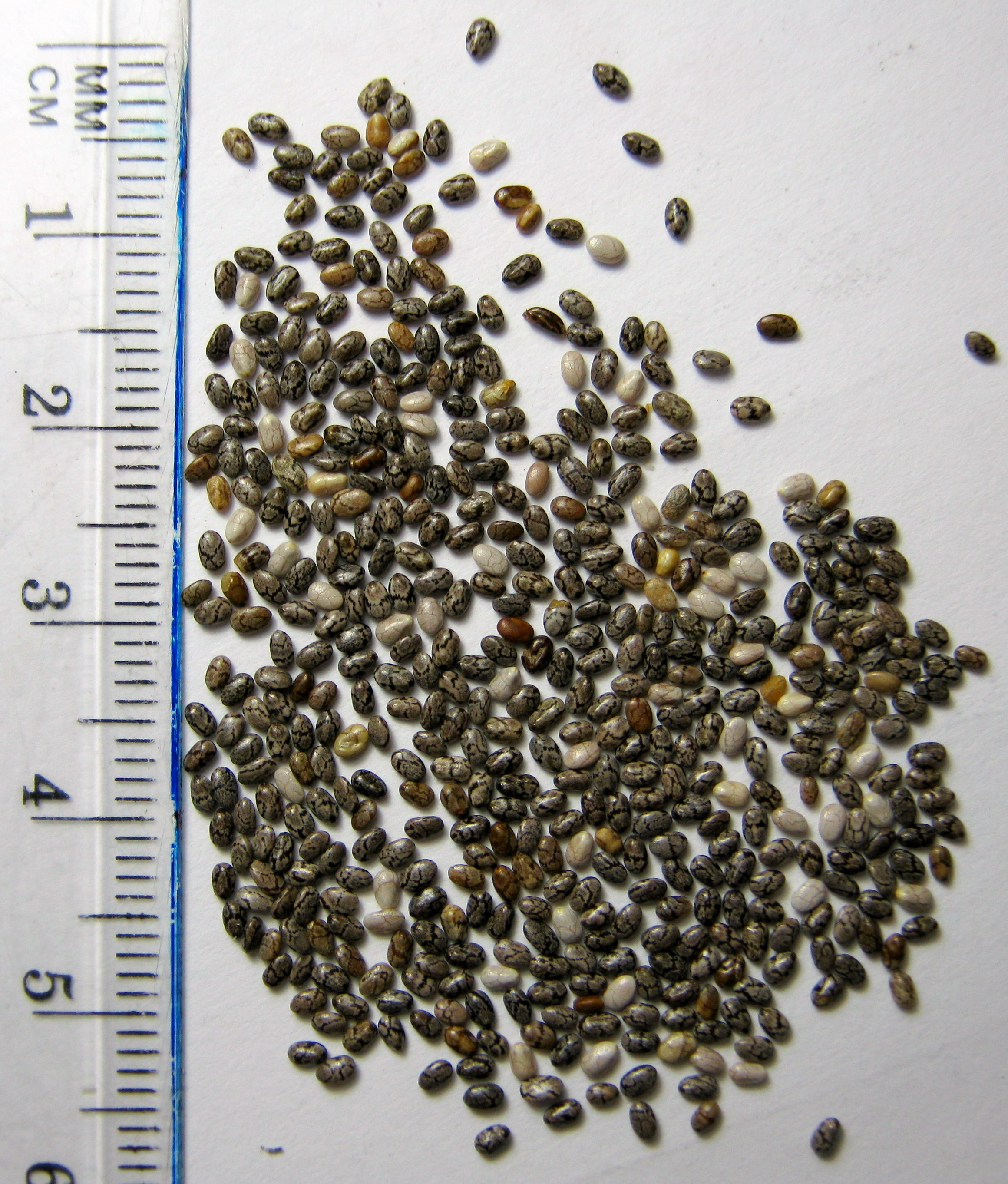
Semillas

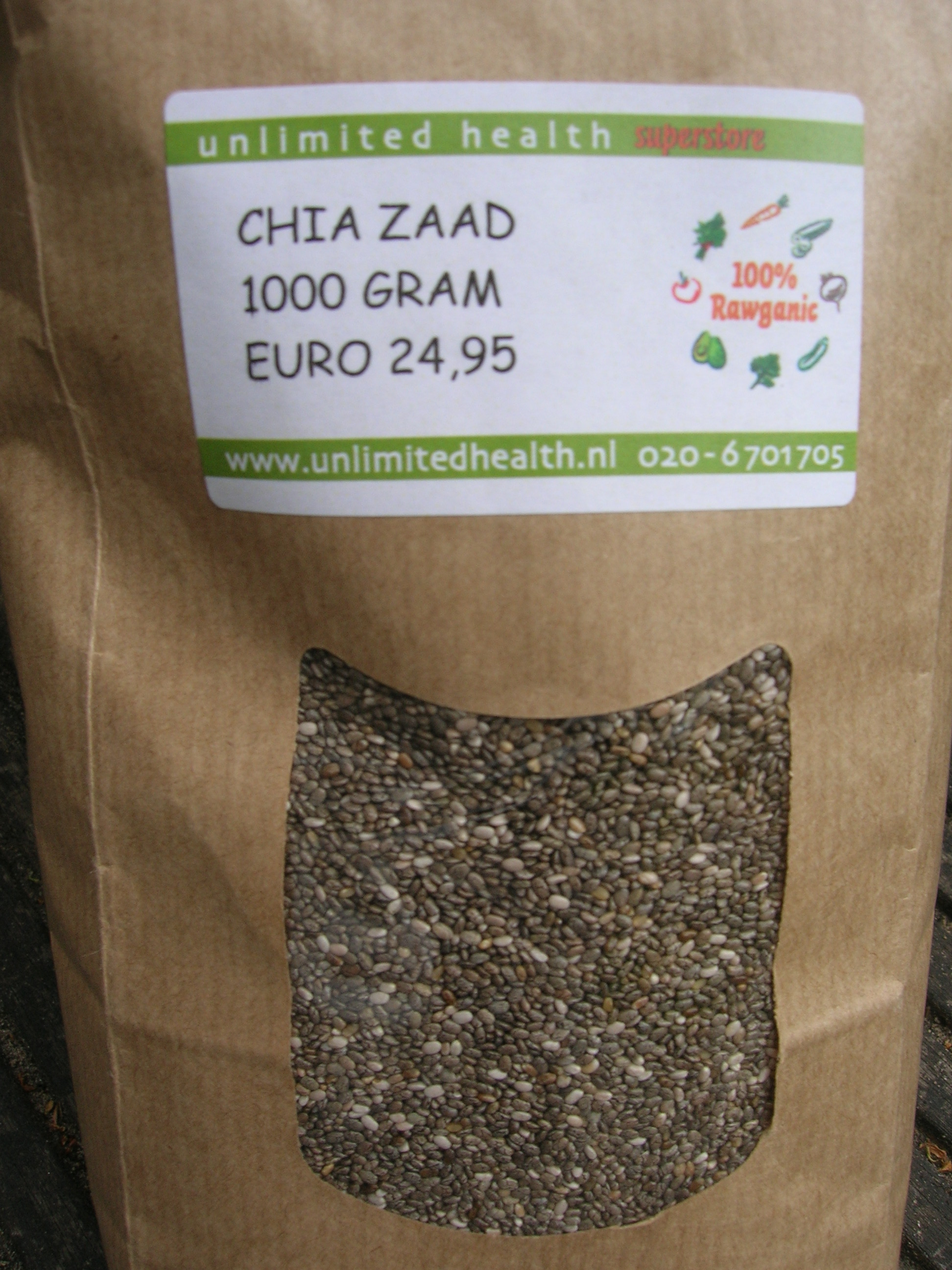
Semillas envasadas para su venta

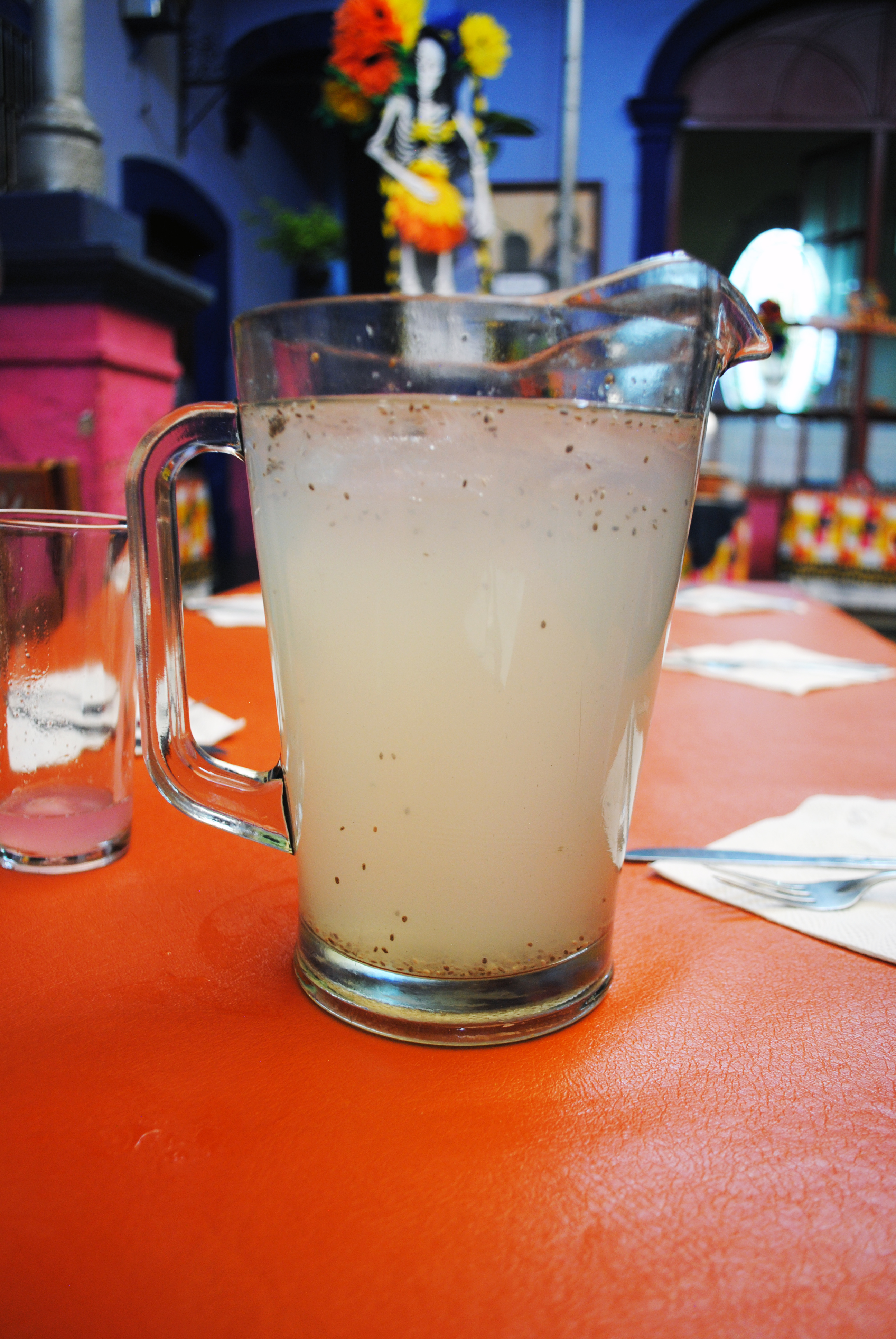
Agua fresca de chía, tradicional de México y Guatemala

No necesitan molienda para ser consumidas, pudiéndose añadir a batidos, espolvorearlos sobre ensaladas, sopas, cereales, avena, o yogur, y mezclarlos en prácticamente cualquier receta de cocción.
Las semillas remojadas en agua liberan el mucílago, produciendo un líquido gelatinoso prácticamente insípido; en México se saboriza con jugos vegetales o esencias y se consume como bebida refrescante. Las semillas también pueden secarse y molerse para preparar una harina fina y de sabor intenso, llamada pinole, que se consume principalmente como dulce.
Los brotes tiernos se consumen como verdura cruda o cocida y pueden ser usados en ensaladas.

## Beneficios
En los últimos años se han realizado numerosos estudios comprobando los diversos beneficios del consumo de chía.
Su concentración de fibra soluble hace que absorba una gran cantidad de agua, retrasando la absorción durante la digestión y aumentando la sensación de saciedad, lo que contribuye a una menor ingesta de alimentos, con estudios positivos realizados por la Universidad Autónoma de Yucatán en México o estudios realizados en la facultad de medicina de la Universidad de Ankara, Turquía.
También se han estudiado y concluido beneficios para mantener los niveles de tensión arterial y azúcar en sangre, reduciendo los factores de riesgo cardiovasculares en pacientes hipertensos o con diabetes tipo 2.

No contiene gluten, por lo que es apta para celíacos. No se conocen componentes tóxicos en ella.

## Contraindicaciones y efectos secundarios
No hay evidencia hasta la fecha de que el consumo de las semillas tenga efectos adversos o interacciones con fármacos. Baja la presión.

## Historia
Antes de la conquista de América, la chía era un alimento básico para las civilizaciones de México; su cultivo era probablemente el tercero en importancia económica, superado solo por el maíz (Zea mays) y el frijol (Phaseolus vulgaris). Ya antiguamente esta semilla era usada por la etnia seminómada de los tecuexes (grupo chichimeca), ubicados en los actuales municipios de Guadalajara, Zapotlanejo, Acatic, Tepatitlán, San Miguel el Alto, Cuquio, Yahualica, etc. y con la cual pagaban tributo a los mexicas.
Inicialmente esta semilla era recolectada de plantas silvestres (no cultivada), hasta que los tlaxcaltecas y otomíes, traídos a la región por los españoles conquistadores, la domesticaron, iniciándose con esto el cultivo de esta importante semilla. Las contribuciones eran de hasta 1500 toneladas anuales; se empleaba como alimento, como ofrenda a los dioses, y como oleaginosa para producir un aceite como base para pinturas corporales y decorativas. [cita requerida]
Se ofrendaban brotes de chía a Chicomecóatl, la diosa del maíz, durante la fiesta de la veintena de hueytozoztli; durante la veintena ritual de hueytecuílhulhuitl, se preparaba pinole de semillas de chía tostadas hasta llenar una embarcación, que se hacía flotar entre los asistentes, que tomaban de ella una porción hasta vaciarla. A su vez, los purépecha de Michoacán empleaban el pinole para fabricar unos pequeños tamales que usaban como ofrenda en el altar de sus muertos. [cita requerida]
El Codex Florentinus que transcribe la Historia general de las cosas de Nueva España de fray Bernardino de Sahagún detalla la importancia que tenía la chía en la economía precolombina; describe en detalle los aspectos de la producción, comercialización y usos de este producto.

## En la actualidad
Desplazada por los cereales aportados por los españoles, el cultivo de chía desapareció durante las colonias; sobrevivió sólo en áreas montañosas aisladas de México, Guatemala y El Salvador. El mayor centro productor de México está en Acatic, Jalisco, de donde se exportan cantidades crecientes a Japón, Estados Unidos y Europa.
Un proyecto comercial desarrollado conjuntamente por varios países comenzó en la década de 1990 a replantar experimentalmente la chía en el noroeste de Argentina, para proporcionar a los agricultores cultivos alternativos, con resultados excelentes.
Los rendimientos del proyecto alcanzaron los 1602 kg/ha, con contenidos de aceite de hasta el 38,6 %. Se han suscrito contratos para la producción comercial de chía en las provincias de Catamarca, Salta y Tucumán, y se exporta el producto sobre todo a los Estados Unidos. La viabilidad en los estudios piloto se estimaba entre el 78 % y el 87 %, con tasas de pureza de entre el 84 % y el 97.5 %. En el año 2014 una de las principales regiones productoras de chía o salvia hispánica es la provincia argentina de Tucumán.
A partir de 2011 Bolivia ha iniciado un programa de producción de chía con resultados altamente satisfactorios, lográndose una calidad que ya comienza a distinguirse en el mercado mundial comercializándose con el 99,5 % de pureza, aunque Acatic y municipios aledaños en los Altos de Jalisco siguen siendo los principales productores y exportadores de semilla a nivel mundial, con porcentajes de pureza de hasta el 99.99.

## Taxonomía
Salvia hispanica fue descrita por Carlos Linneo, publicado en Species Plantarum 1: 25–26. 1753.
Etimología
Ver: Salvia
hispanica: epíteto latino que significa ‘de Hispania’.

### Sinonimia
- Kiosmina hispanica (L.) Raf., Fl. Tellur. 3: 92 (1837).
- Salvia neohispanica Briq., Annuaire Conserv. Jard. Bot. Genève 2: 137 (1898), nom. superfl.
- Salvia tetragona Moench, Methodus: 373 (1794).
- Salvia prysmatica Cav., Descr. Pl.: 14 (1801).
- Salvia chia Sessé & Moc., Fl. Mexic.: 9 (1893), nom. illeg.
- Salvia schiedeana Stapf, Bull. Misc. Inform. Kew 1896: 19 (1896).[21][22]